# Brunettia robusta
Brunettia robusta är en tvåvingeart som beskrevs av Duckhouse 1991. Brunettia robusta ingår i släktet Brunettia och familjen fjärilsmyggor. Inga underarter finns listade i Catalogue of Life.